# Slag bij Chios
De Slag bij Chios is een zeeslag die plaatsvond in 201 v.Chr. in de Egeïsche Zee die het gevolg was van
de maritieme uitbreidingen van Philippos V van Macedonië die samen met Carthago in volle oorlog was met Rome. De Romeinse bondgenoten Rhodos en Pergamum steunden Rome
ten volle en verhinderde een Macedonische doorbraak naar het eiland Chios in de Egeïsche Zee.
Deze slag mag niet verward worden met de 19e-eeuwse Slag om Chios of de Slag bij Çeşme waarbij de Griekse vloot de Ottomaanse vloot versloeg.

## Aanloop
Philippos V verklaarde drie jaar na Carthago de oorlog aan Rome. De oorlog verliep rustig
wegens de Carthaagse successen in Midden-Italië. Die rust was van korte duur want slechts een jaar voor de slag was Carthago verslagen. In 203 v.Chr. sloot Macedonië een geheim verbond met Antiochus III, koning van Syrië. Dit verdrag was gericht tegen Egypte. Ze wilden zo de Egyptische protecoraten in de Egeïsche Zee bemachtigen. De Macedonische vloot zette koers naar het eiland Chios, een eiland aan de westkust van Turkije in de Egeïsche Zee en tot dan toe onafhankelijk.
Rhodos en Pergamum, die in de eerste Macedonische Oorlog voor Rome kozen, stuurde een vloot af op het eiland dat toen net door Macedonië was veroverd.

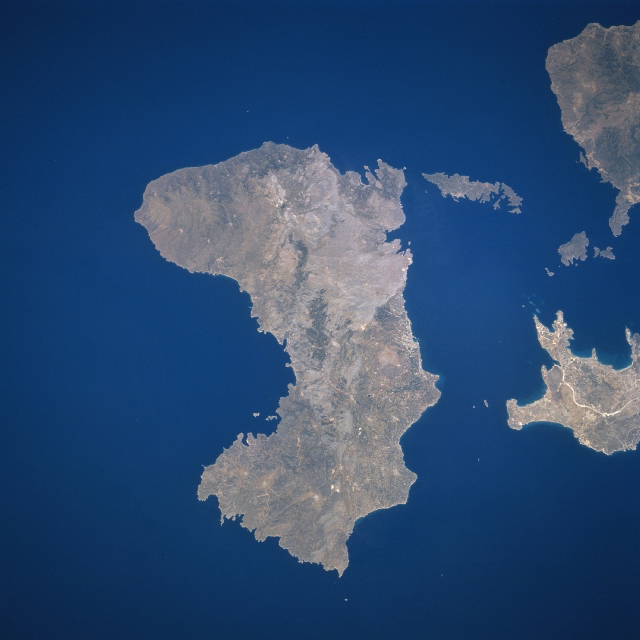
Satellietfoto van Chios met de zeestraat

## Verloop
Beide vloten ontmoeten elkaar in de zeestraat tussen Chios en de Aziatische kust. De vloot van Pergamum en Rhodos stond onder leiding van admiraal Theophiliscus (Rhodos) en Attales (Pergamum) die zo'n 65 zware schepen onder hun leiding hadden.
De slag verliep al snel in het voordeel van Rhodos en Pergamum. De vloot van de twee stadstaten
bereikte al snel het Macedonische vlaggenschip.
Ook al werd het vlaggenschip heroverd op Pergamum, de verliezen waren te hoog voor de bezetters. Een van de laatste gesneuvelden was Theophiliscus die in het gevecht sneuvelde. Atteles bleef in leven maar toen zijn schip strandde verliet Pergamon het strijdtoneel met de gedachte dat hun koning ook gesneuveld was.
De overwinning was niet doorslaggevend maar wel erg kostbaar voor Macedonië.

## Nasleep
De Slag bij Chios was niet een zware tegenslag voor de Macedonische heerser. In het Verdrag van Phoinike werd de heerschappij van Griekenland geheel aan hem overgedragen. De hegemonie was van korte duur want op aanvraag van Athene, Rhodos en Pergamum
startte Rome de Tweede Macedonische Oorlog. Philippos werd verslagen bij Cynoscephalae op zijn weg naar Zuid-Thessalië.
Onder zijn opvolger Perseus ging Macedonië voorgoed ten onder.
In 190 v.Chr. werd ook Antiochus III verslagen in de Slag bij Magnesia. Na deze reeks oorlogen beheersten de Romeinen Macedonië, Spanje, een stuk van Noord-Afrika en Klein-Azië.